# Philip Waruinge
Philip Waruinge (ur. 3 lutego 1945 w Murang’a, zm. 19 października 2022 w Nakuru) – kenijski pięściarz, brązowy medalista letnich igrzysk olimpijskich w Meksyku i srebrny medalista letnich igrzysk olimpijskich w Monachium w kategorii piórkowej.
Jest zdobywcą medali igrzysk Wspólnoty Narodów, w 1962 roku wywalczył brązowy medal, natomiast w 1966 oraz 1970 roku został mistrzem igrzysk. W 1965 został złotym medalistą igrzysk afrykańskich.
W 1968 otrzymał Puchar Vala Barkera.
W 1973 roku został pięściarzem zawodowym. W 1976 roku w Japonii walczył o tytuł mistrza świata World Boxing Council (WBC) w wadze koguciej z Meksykaninen Carlosem Zárate Serną. Przegrał przez nokaut w 4. rundzie. W 1978 roku zakończył karierę. Bilans jego walk to 14 zwycięstw, 10 porażek i 1 remis.